# Ə̃́
Cette page contient des caractères spéciaux ou non latins. S’ils s’affichent mal (▯, ?, etc.), consultez la page d’aide Unicode.
Ə̃́ (minuscule : ə̃́), appelé schwa tilde accent aigu, ou Ǝ̃́ (minuscule : ǝ̃́), appelé e culbuté accent aigu, est un graphème utilisé avec la majuscule ‹ Ǝ̃́ › dans l’écriture du dan-gio, du lyélé, et du tchourama.
Il s’agit de la lettre schwa ou E culbuté diacritée d’un tilde.

## Utilisation
En tchourama, le e culbuté tilde accent aigu ‹ ǝ̃́ › est utilisé pour représenter la voyelle ǝ nasalisée et avec un ton haut, celui-ci est utilisé notamment pour le ton grammatical pour les verbes ou auxiliaires, par exemple pour distinguer :
- Wù círǝ̃́ǝ̃ kuudagǝ. « Il a demandé quelque chose. »;
- Wù círǝ̃ǝ̃ kuudagǝ. « Il demande quelque chose. »

## Représentations informatiques
Le schwa tilde accent aigu et le e culbuté tilde accent aigu peuvent être représentés avec les caractères Unicode suivants :
- décomposé (latin étendu B, Alphabet phonétique international, diacritiques) :

| formes    | représentations | chaînes de caractères | points de code | descriptions                                                                 |
| --------- | --------------- | --------------------- | -------------- | ---------------------------------------------------------------------------- |
| capitale  | Ə̃́               | Ə◌̃◌́                   | U+018F U+0303  | lettre majuscule latine schwa diacritique tilde diacritique accent aigu      |
| minuscule | ə̃́               | ə◌̃◌́                   | U+0259 U+0303  | lettre minuscule latine schwa diacritique tilde diacritique accent aigu      |
| capitale  | Ǝ̃́               | Ǝ◌̃◌́                   | U+018E U+0303  | lettre majuscule latine e réfléchi diacritique tilde diacritique accent aigu |
| minuscule | ǝ̃́               | ǝ◌̃◌́                   | U+01DD U+0303  | lettre minuscule latine e culbuté diacritique tilde diacritique accent aigu  |